# Ludwig-Süd-Nord-Bahn

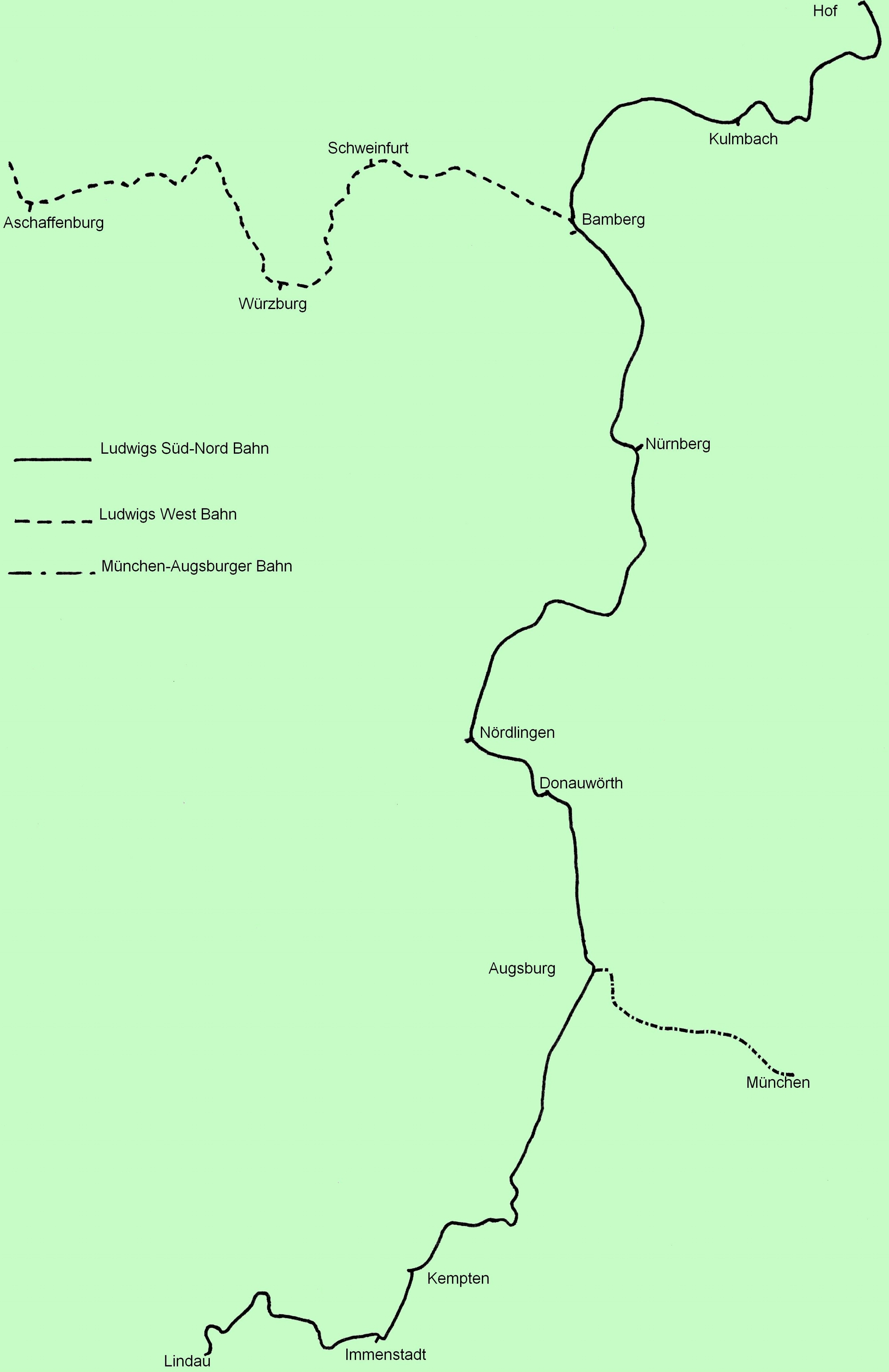
Ludwig-Süd-Nord-Bahn

Die Ludwig-Süd-Nord-Bahn (auch Ludwigs-Südnordbahn) wurde von den Königlich Bayerischen Staats-Eisenbahnen als erste Staatseisenbahn zwischen 1843 und 1854 gebaut und abschnittweise eröffnet. Sie erhielt ihren Namen von König Ludwig I. (Bayern), der anfangs mehr für seinen Ludwig-Donau-Main-Kanal eintrat als für Eisenbahnen. Die Strecke führt von Lindau über Immenstadt, Kempten, Augsburg, Donauwörth, Nördlingen, Nürnberg, Bamberg, Kulmbach nach Hof. Dort bestand Anschluss an die Sächsisch-Bayerische Eisenbahn nach Leipzig.

## Vorgeschichte

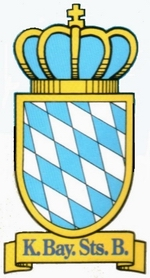
Wappen der Königlich Bayerischen Staats-Eisenbahnen

Nachdem die mit privaten Mitteln gebauten und betriebenen Strecken der Ludwigseisenbahn von Nürnberg nach Fürth und der München-Augsburger Eisenbahn-Gesellschaft erfolgreich waren, gründeten sich in vielen Orten Bayerns Eisenbahnkomitees zum Bau privater Bahnstrecken.
Nach dem Scheitern des Privatbahnprojektes Nürnberg–Hof entschied der bayerische Staat, den Bau weiterer Eisenbahnstrecken als staatliche Aufgabe anzugehen. Am 14. Januar 1841 schloss er mit dem Königreich Sachsen und dem Herzogtum Sachsen-Altenburg einen Vertrag zum Bau einer Eisenbahnstrecke von Leipzig nach Nürnberg mit Grenzübergang bei Hof und der Verpflichtung für alle Partner, diese Strecke bis zum Sommer 1847 fertigzustellen.

## Streckenplanung
In Bayern hatte man 1841 die Königliche Eisenbahnbau-Kommission zu Nürnberg gegründet und deren technische Bauleitung am 1. Juli 1841 der Oberingenieur Friedrich August von Pauli. 1842 wurde mit dem Grunderwerb begonnen.
Die notwendige Überschreitungen der Donau-Main-Wasserscheide zwischen Donauwörth und Nürnberg sowie der Elbe-Donau-Wasserscheide zwischen Kulmbach und Hof stellte die Planer vor große Herausforderungen. Die Vorarbeiten zeigten, dass der Streckenbau wegen der erforderlichen großen Bogenradien und geringen Steigungen für die bis dahin bekannten Lokomotiven englischer Bauart mit einem angetriebenen Radsatz (Longboiler- und Crampton-Lokomotiven) zu unerschwinglichen Kosten geführt hätte. Die kurz zuvor bekannt gewordene amerikanische Bauart von Dampflokomotiven mit der Radsatzfolge 2’B ermöglichte jedoch kleinere Bogenradien und größere Steigungen unter Inkaufnahme geringerer Geschwindigkeiten und höherer Betriebskosten.
Auf dieser Grundlage wurde 1843 die Trasse zwischen Donauwörth und Nürnberg sowie zwischen Kulmbach und Hof neu geplant, mit nicht zu großen Steigungen und unter gleichzeitigem Anschluss möglichst vieler bayerischer Orte, um den größtmöglichen volkswirtschaftlichen Nutzen zu erzielen. Die Planungen ergaben, dass auch bei Anwendung des amerikanischen Projektierungssystems die längere Trasse über Nördlingen und Gunzenhausen der kürzeren Trasse von Donauwörth über den Hahnenkamm (Fränkische Alb) und Treuchtlingen nach Nürnberg vorzuziehen ist. Außerdem erhoffte man in  Nördlingen einen Anschluss an das württembergische Bahnnetz, der 1863 mit der Bahnstrecke Stuttgart-Bad Cannstatt–Nördlingen kam.
In Bayern entschloss man sich, diese Bahnstrecke über Augsburg und Kempten nach Lindau an den Bodensee weiterzuführen. Das Gesetz zum Bau der Bahnstrecke, die den Namen Ludwig-Süd-Nord-Bahn erhielt, wurde am 25. August 1843 in München verabschiedet. Mit Kosten von 51,5 Millionen Gulden sollte die gesamte Strecke innerhalb von zehn Jahren fertiggestellt werden. Für den Abschnitt Augsburg–Nürnberg–Hof wurden 33 Millionen Gulden kalkuliert. Auf einem für zwei Gleise vorbereiteten Unterbau sollte vorerst nur ein Gleis verlegt werden.

## Streckenbau

### Nürnberg–Hof

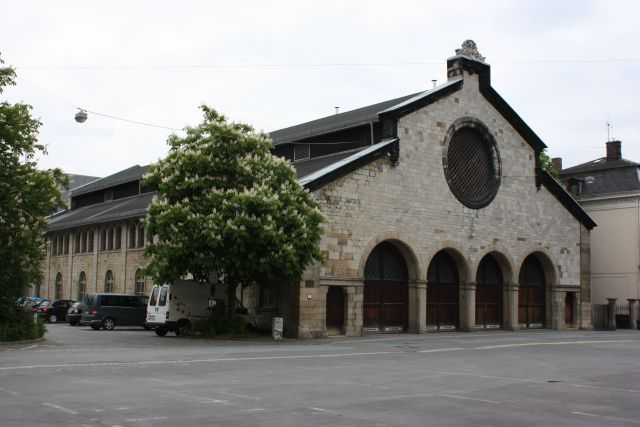
Die heute noch erhaltene Einsteighalle des Hofer Kopfbahnhofs von 1848

In Sachsen begann noch 1841 die private Sächsisch-Bayerische Eisenbahn-Compagnie, an der das Königreich Sachsen und Sachsen-Altenburg mit 25 % beteiligt waren, mit dem Bau der Bahnstrecke Leipzig–Hof. Den Bau der Strecke Nürnberg–Hof nahm man 1843 in Angriff. Dadurch musste man neben einigen Umwegen auch die Schiefe Ebene auf die Münchberger Hochfläche bei Neuenmarkt-Wirsberg mit einer durchschnittlichen Steigung von 23 ‰ in Kauf nehmen.
Eröffnet wurde der Nordteil der Ludwigs-Süd-Nord-Bahn in einer Länge von 203 Kilometern in fünf Etappen:
| Streckenteil           | Länge   | in Betrieb ab                                                   |
| ---------------------- | ------- | --------------------------------------------------------------- |
| Nürnberg–Bamberg       | 62,4 km | 1. September 1844 Güterverkehr, 1. Oktober 1844 Personenverkehr |
| Bamberg–Lichtenfels    | 31,9 km | 15. Februar 1846                                                |
| Lichtenfels–Neuenmarkt | 42,5 km | 15. Oktober 1846                                                |
| Neuenmarkt–Hof         | 52,9 km | 1. November 1848                                                |
| Hof–sächsische Grenze  | 13,0 km | 20. November 1848                                               |

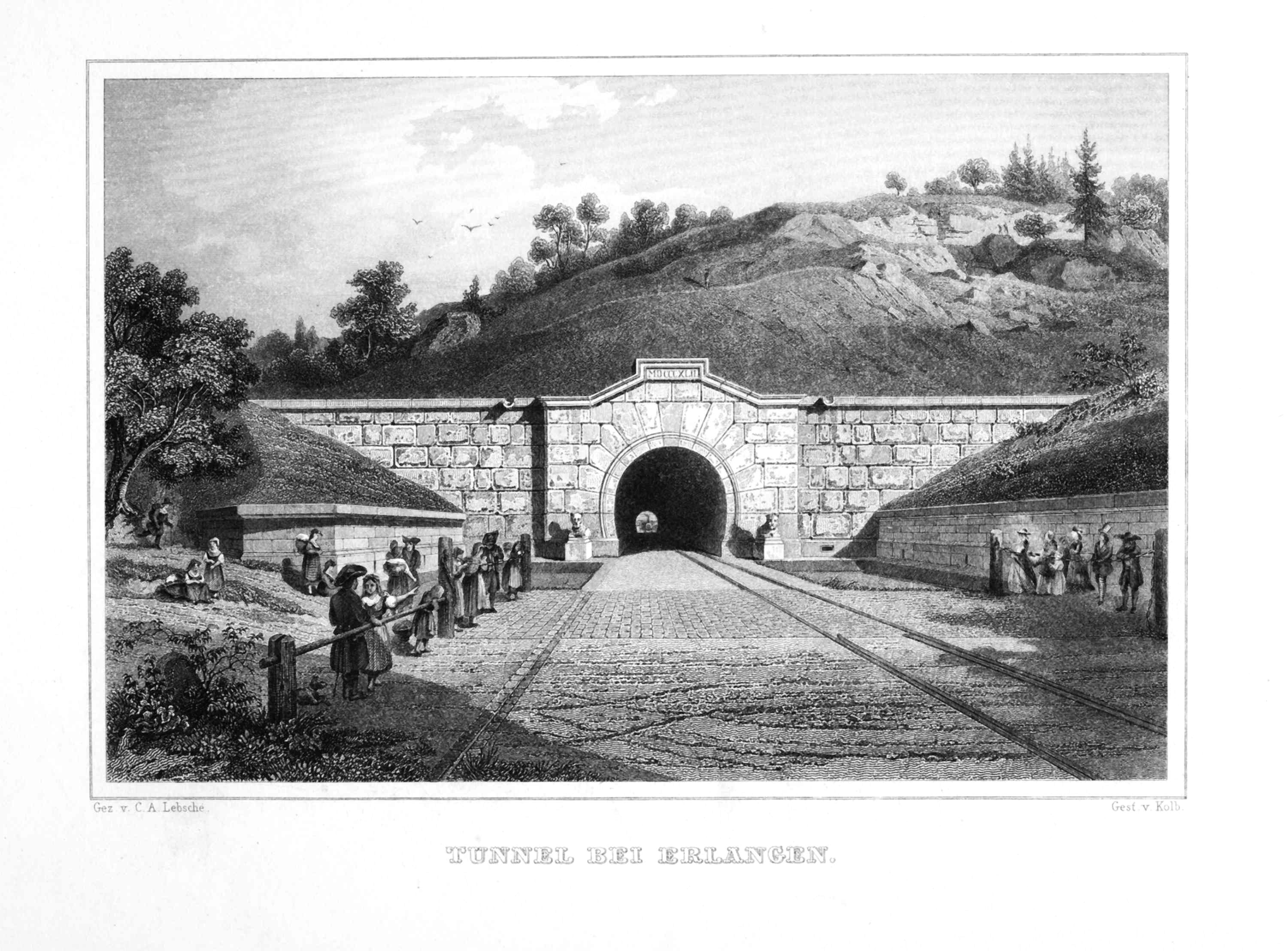
Der Burgbergtunnel, Stahlstich von Carl August Lebschée, 1881

Der Festakt zur Eröffnung des ersten Abschnitts fand in Nürnberg schon am 25. August 1848, dem Geburtstag des Königs, statt. Man hatte weder in Bayern noch in Sachsen die vereinbarte Bauzeit von sechs Jahren einhalten können. In Sachsen ergaben sich Verzögerungen vor allem wegen der großen Kunstbauten über Elster- und Göltzschtal, die zum Konkurs der privaten Eisenbahngesellschaft führten. Daraufhin wurde die private Eisenbahngesellschaft am 1. April 1847 vom sächsischen Staat übernommen. Das letzte Teilstück Reichenbach–Plauen der sächsischen Strecke wurde erst 1851 eröffnet.
In Erlangen, wo die Strecke parallel zum zwischen 1836 und 1846 erbauten Ludwig-Main-Donau-Kanal verläuft, durchfährt sie den 306 Meter langen Burgbergtunnel, den ältesten Bahntunnel Bayerns.
In Bamberg schloss sich ab 1852 die Ludwigs-West-Bahn über Würzburg nach Aschaffenburg an. In Hof endete die Strecke bis 1880 in einem Kopfbahnhof.

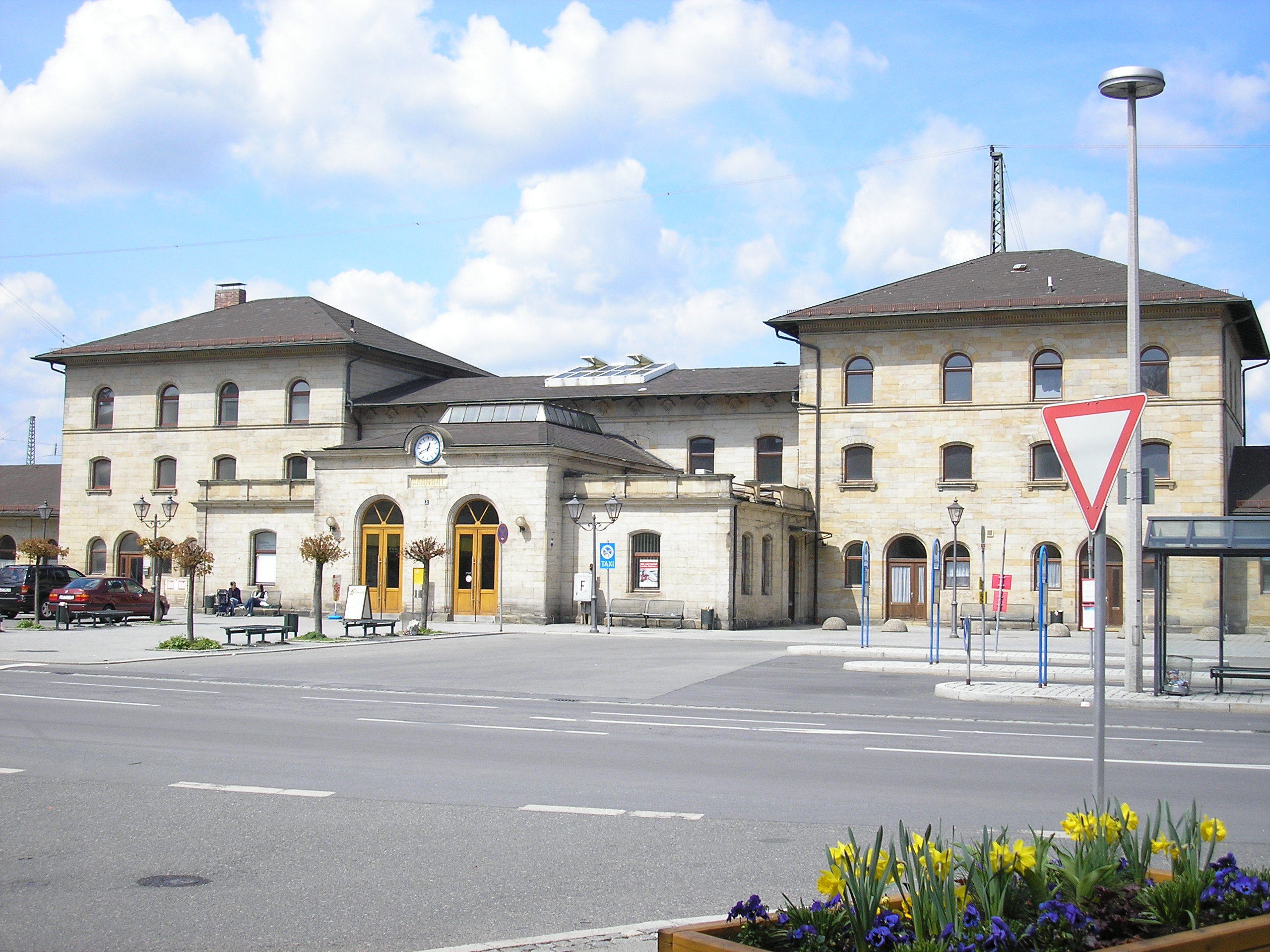
Bahnhofsgebäude von Lichtenfels

Die Süd-Nord-Bahn tangierte anfangs Fürth im Osten. Nach dem Haltepunkt in Doos kreuzte sie höhengleich die Ludwigseisenbahn und verlief nach Norden über Poppenreuth, Neuronhof und Ronhof zum Haltepunkt Großgründlach. 1865 wurde die Strecke nach Rottendorf eröffnet, die bis Doos mit der Süd-Nord-Bahn gemeinsam geführt wurde und Fürth recht zentral durchquerte. 1876 wurde der Bau des „Fürther Bogens“ beschlossen. Die Ludwigs-Süd-Nordbahn zweigte westlich der Siebenbogenbrücke über die Rednitz in einem weiten Bogen in Richtung Norden über Unterfarrnbach, mit einer Brücke über die Regnitz, dem Bahnhof Vach in Stadeln sowie einer Brücke über den Ludwig-Donau-Main-Kanal bei Herboldshof ab und traf nach Großgründlach auf die ursprüngliche Trasse.
Streckenartikel
- Bahnstrecke Nürnberg–Bamberg
- Bahnstrecke Bamberg–Hof
- Bahnstrecke Leipzig–Hof

### Augsburg–Nürnberg

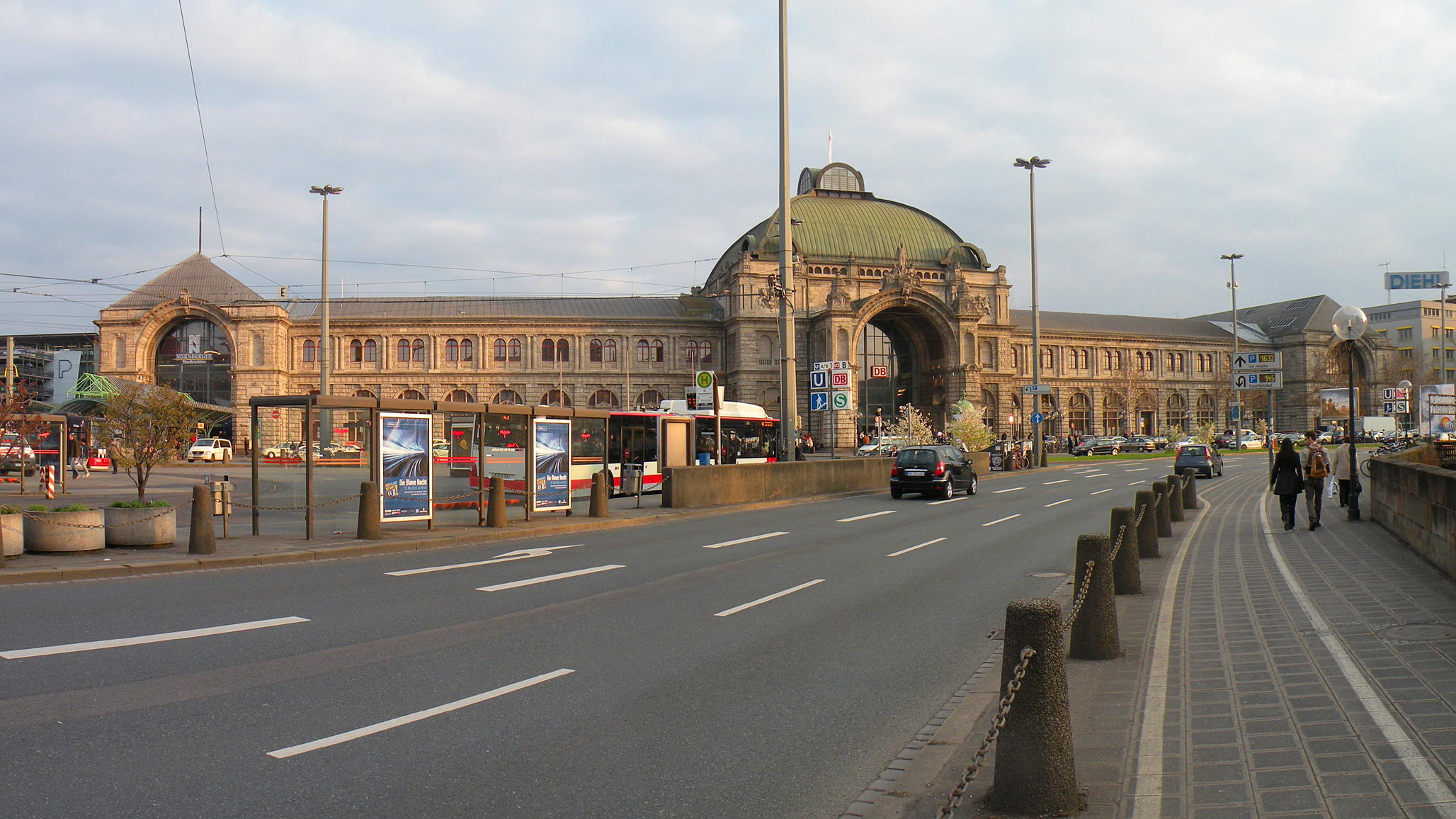
Hauptbahnhof von Nürnberg

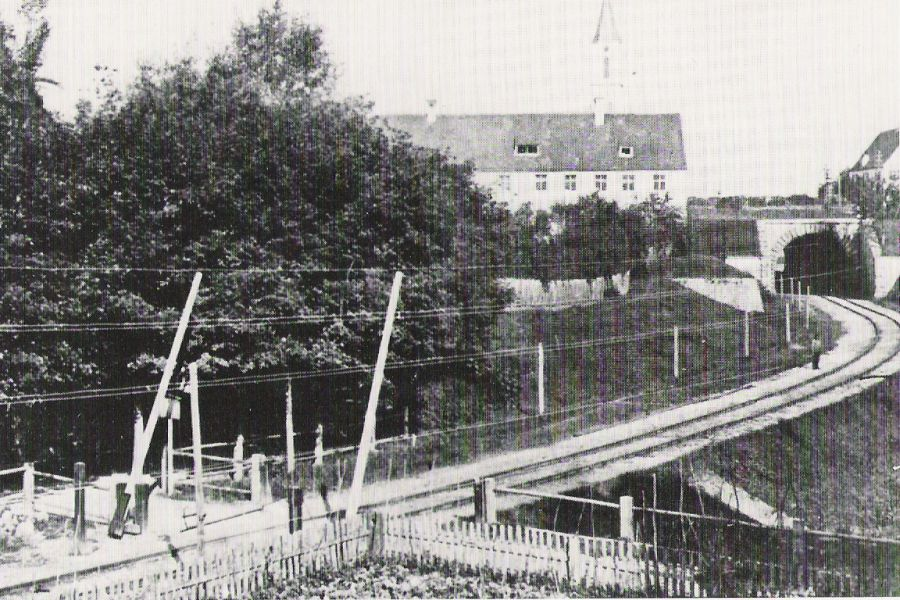
Ehemaliger Eisenbahntunnel Donauwörth

Im Mittelabschnitt hatte man 1843 mit dem Bau begonnen. Die beiden Brücken über Wertach und Donau in Augsburg und Donauwörth hemmten jedoch einen zügigen Ausbau. Zur Verbindung dieser Staatsbahnstrecke mit der Landeshauptstadt wurde am 1. Juni 1846 die München-Augsburger Eisenbahn-Gesellschaft verstaatlicht. Deren Aktionären zahlte der bayerische Staat eine Abfindung von 4,4 Millionen Gulden.
Der Mittelabschnitt mit einer Länge von 170 Kilometern ging in sieben Etappen in Betrieb:
| Streckenteil                                  | Länge   | in Betrieb ab      |
| --------------------------------------------- | ------- | ------------------ |
| Oberhausen–Nordheim b. Donauwörth             | 36,3 km | 20. November 1844  |
| Augsburg–Oberhausen                           | 2,5 km  | 1. Juli 1846       |
| Nordheim b. Donauwörth–Donaubrücke–Donauwörth | 2,0 km  | 15. September 1847 |
| Schwabach–Nürnberg                            | 15,0 km | 1. April 1849      |
| Donauwörth–Oettingen                          | 42,4 km | 15. Mai 1849       |
| Oettingen–Gunzenhausen                        | 26,5 km | 20. August 1849    |
| Gunzenhausen–Schwabach                        | 45,5 km | 1. Oktober 1849    |

Mit der Eröffnung des Streckenabschnitts nach Donauwörth, erhielt der erste bayerische Donauhafen einen Bahnanschluss. In Donauwörth führte die Strecke durch einen 125 Meter langen Tunnel (zweitältester Tunnel in Bayern). 1877 wurde die ursprüngliche Linienführung durch das Stadtgebiet von Donauwörth aufgegeben. Der erste Bahnhof Donauwörths lag nördlich des Hotels Krebs (heute ein Ärztehaus). Vom Bahnhof konnte man an die Schiffsanlegestelle an der Donau mit Linienverkehr nach Regensburg usw. gelangen. Der frühere Streckenverlauf lässt sich sehr gut anhand topografischer Karten nachvollziehen und in weiten Bereichen auch erwandern oder erradeln. Teilweise sind die alten Dämme noch erkennbar.
Streckenartikel
- Bahnstrecke Augsburg–Nördlingen
- Bahnstrecke Nördlingen–Pleinfeld
- Bahnstrecke Treuchtlingen–Nürnberg

### Lindau–Augsburg

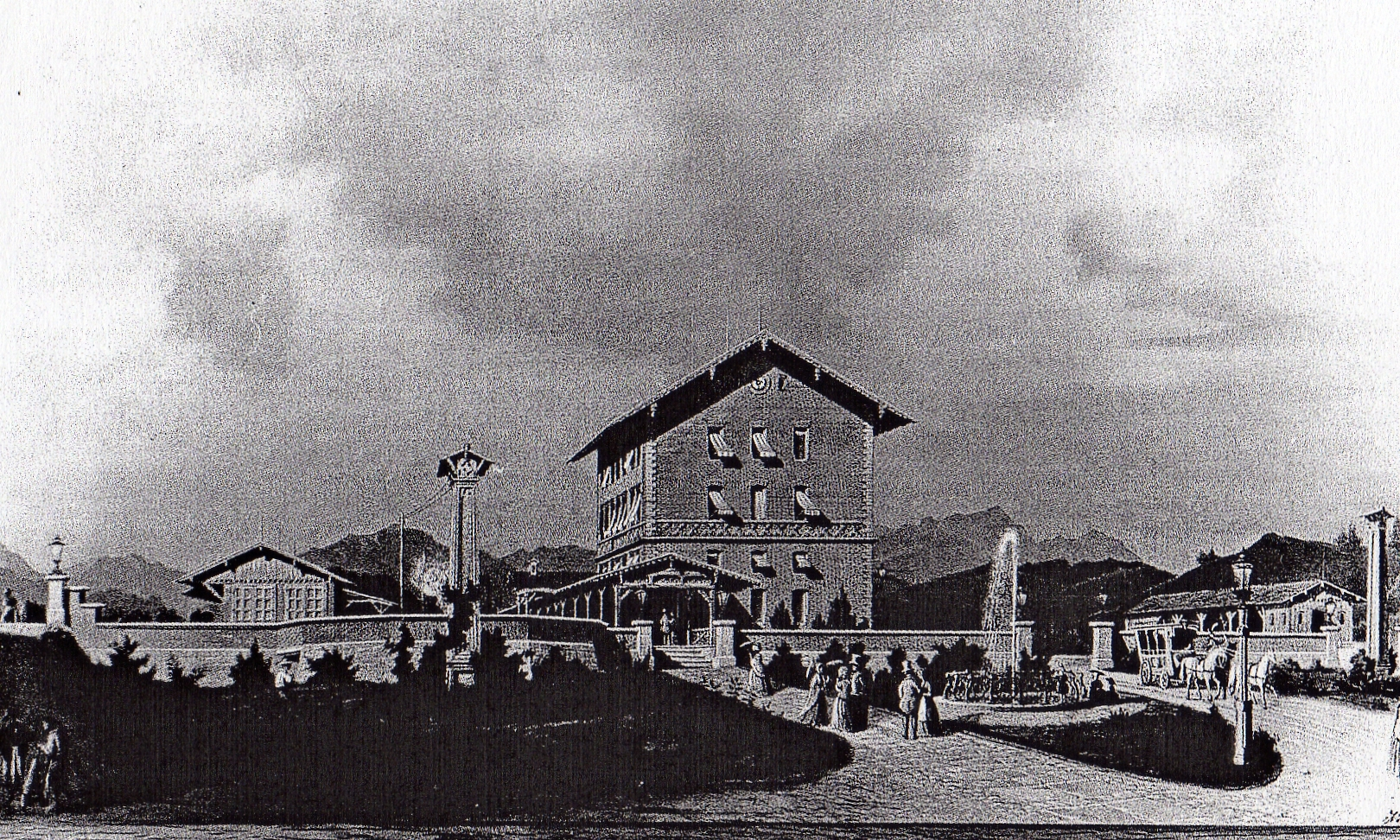
Bahnhof Kempten, 1854

Bahnhof Immenstadt, 1917

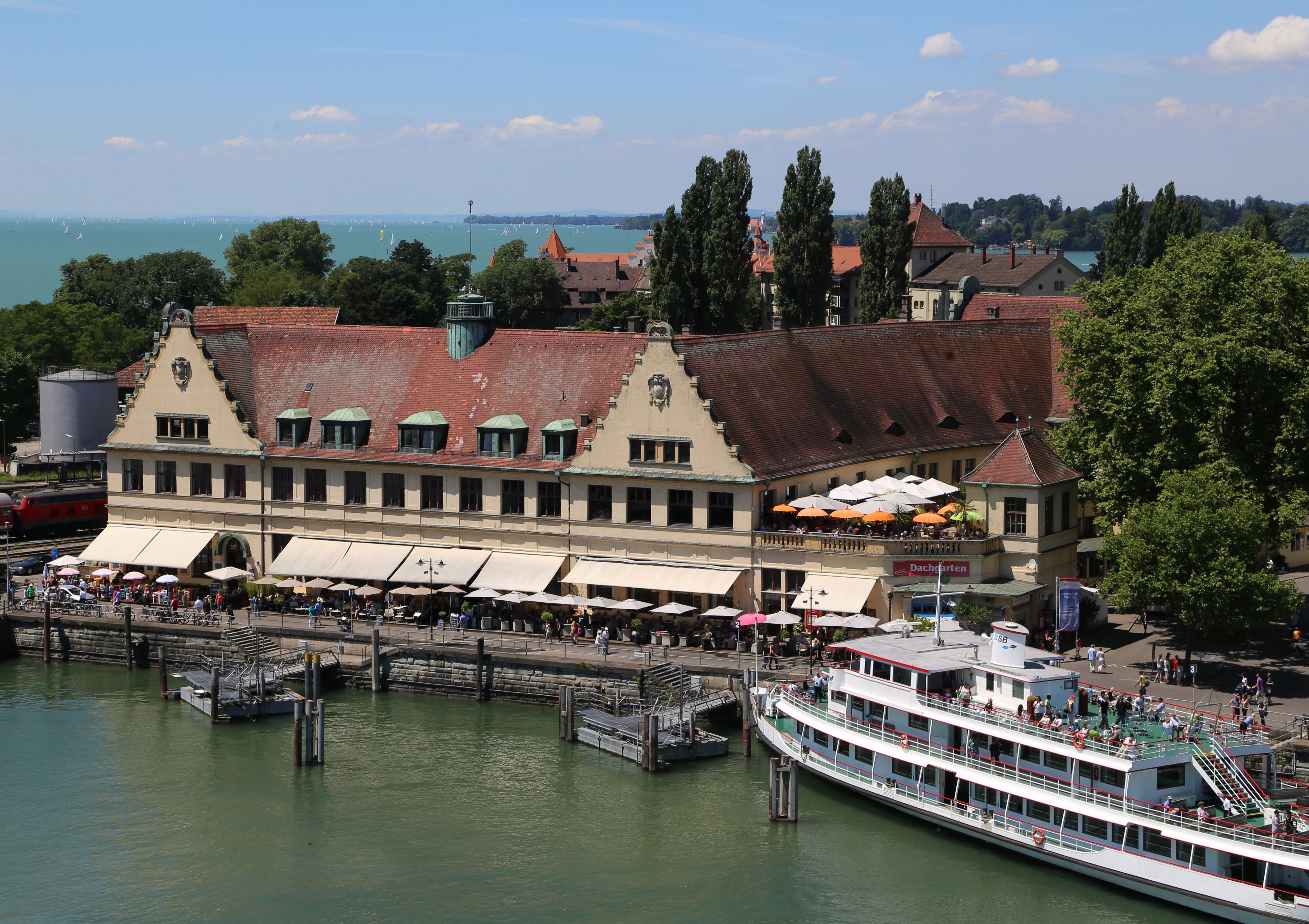
Bahnhof Lindau

In Kempten führte man die Strecke auf einer hohen doppelgleisigen Holzbrücke, der König-Ludwig-Brücke, über die Iller und ließ sie in einem Kopfbahnhof vor der Stadt enden. Erst 1906 wurde die Holzbrücke durch eine daneben errichtete Betonbrücke ersetzt. Die noch bestehende König-Ludwig-Brücke ist die letzte Fachwerkbrücke in Deutschland, die nach Plänen des Amerikaners William Howe erbaut wurde. Sieben Kilometer weiter in Richtung Immenstadt entstand über den Waltenhofer Tobel eine weitere, 53 m lange Holzbrücke, die 1900 durch eine Stahlbrücke ersetzt wurde.
Bei Röthenbach im Allgäu wurde in den Jahren 1847 bis 1853 der damals weltweit größte Bahndamm, der Rentershofener Bahndamm, aufgeschüttet. Als Arbeitsbeschaffungsmaßnahme, angeordnet durch König Ludwig I., entstand der 901 m lange und 53 m hohe Damm mit der Sohlenbreite von 260 m und der Kronenbreite von 22 m, dabei wurden 2,24 Millionen Kubikmeter Erdreich bewegt. Bis zu 3000 Arbeiter waren beim Bau beschäftigt, 44 davon ließen dabei ihr Leben. Auf der Strecke in Richtung Lindau führt die Bahn über zwei Pässe. Dadurch vermieden es die Erbauer, das „ausländische“ Württemberg zu berühren.
Ab dem Aeschacher Ufer führt die Strecke auf einem Bahndamm zur Insel Lindau.
Die letzten sechs Etappen der Strecke wurden wie folgt eröffnet:
| Streckenteil           | Länge   | in Betrieb ab     |
| ---------------------- | ------- | ----------------- |
| Augsburg–Kaufbeuren    | 60,2 km | 1. September 1847 |
| Kaufbeuren–Kempten     | 42,5 km | 1. April 1852     |
| Kempten–Immenstadt     | 21,7 km | 1. Mai 1853       |
| Immenstadt–Oberstaufen | 16,9 km | 1. September 1853 |
| Oberstaufen–Aeschach   | 49,7 km | 12. Oktober 1853  |
| Aeschach–Lindau Bf.    | 1,8 km  | 1. März 1854      |

Die gesamte Strecke von Hof bis Lindau mit einer Länge von rund 566 Kilometern war am 1. März 1854 fertiggestellt, 11 Jahre nach Baubeginn. Die Strecke ist heute überwiegend zweigleisig ausgebaut.
Noch während des Baus des Südabschnitts, begannen in Augsburg die Arbeiten an der Bayerischen Maximiliansbahn in Richtung Ulm. Deren erste Teilstrecke bis Dinkelscherben konnte schon am 26. September 1853 eröffnet werden.
Streckenartikel
- Bahnstrecke Augsburg–Buchloe
- Bahnstrecke Buchloe–Lindau